# Polskie Towarzystwo Cybernetyczne
Polskie Towarzystwo Cybernetyczne – dawne polskie towarzystwo naukowe, które powstało w Warszawie w 1962 roku z inicjatywy Henryka Greniewskiego. Towarzystwo liczyło ok. 800 członków, głównie pracowników naukowych.

## Historia
Towarzystwo założono 21 maja 1962. Wśród członków założycieli znajdowali się m.in. Witold Doroszewski, Henryk Greniewski, Antoni Kiliński, Tadeusz Kotarbiński, Oskar Lange, Stefan Manczarski, Ignacy Malecki, Stanisław Ryżko, Dionizy Smoleński, Szczepan Szczeniowski, Tadeusz Tomaszewski, Stanisław Turski, Zbigniew Wasiutyński, Olgierd Wojtasiewicz i Jan Zieleniewski. Pierwszym prezesem Zarządu Głównego PTC był Oskar Lange, wiceprezesami – Dionizy Smoleński i gen. Marian Graniewski, zaś I sekretarzem Henryk Greniewski, a drugim Antoni Kiliński.
Za zadania PTC stawiało sobie popieranie badań naukowych z dziedziny cybernetyki oraz popularyzację praktycznego zastosowania cybernetyki w gospodarce i społeczeństwie.
Strukturę towarzystwa tworzył Zarząd Główny z siedzibą w Warszawie oraz oddziały terenowe w większych miastach Polski: Łodzi, Poznaniu, Szczecinie, Krakowie, Toruniu, Wrocławiu. Siedziba Oddziału Gdańskiego znajduje się w Sopocie. W Rzeszowie działa „Polskie Towarzystwo Biocybernetyczne”. W strukturze towarzystwa wydzielono również 4 zespoły problemowe: Analizy Systemowej i Inżynierii Systemów, Metodologii, Systemów Bezpieczeństwa, oraz Sztucznej Inteligencji. Antoni Pach był założycielem i do 1991 r. przewodniczącym Oddziału PTC w Krakowie. Jego zastępcami byli Ryszard Tadeusiewicz i Jan Trąbka. W 1992 r. uzyskał tytuł honorowego członka PTC.
W połowie lat 80. prezesem Zarządu Głównego PTC był płk prof. Robert Staniszewski. Następnie przez dwie kadencje, począwszy od 1988 roku, funkcję tę pełnił Piotr Sienkiewicz. Honorowym prezesem Zarządu Głównego PTC był m.in. Edward Kowalczyk.
W latach 60. powstała Rada Naukowa PTC. Jej członkami byli m.in. Henryk Greniewski, Marian Mazur i Antoni Pach. PTC od 1978 roku do 1993 roku wydawało kwartalnik „Postępy Cybernetyki”. W końcowym okresie prawdopodobnie z przerwami. Wydawano również biuletyny sekcji i materiały z konferencji.
W połowie lat 80. w ramach Sekcji Psychocybernetyki Oddziału Warszawskiego PTC zorganizowano kurs cybernetyki społecznej prowadzony przez Józefa Kosseckiego. Uczestniczyli w nim m.in. Adam Lech, Maciej Węgrzyn i Jolanta Wilsz. Sekcja organizowała również swoje seminaria naukowe.
Jan Trąbka zajmował się głównie biocybernetyką i neurocybernetyką. Próbował również łączyć cybernetykę z gnozą. W latach 1991–2002, aż do emerytury, był kierownikiem Zakładu Biocybernetyki Collegium Medicum Uniwersytetu Jagiellońskiego. Wcześniej w latach 1974–1991 kierował pierwszym w kraju, założonym przez siebie Zakładem Informatyki Medycznej, w którym prowadzono badania cybernetyczne.
PTC było, za pośrednictwem Asocjacji Polskich Towarzystw Badań Operacyjnych (akronim angielski ASPORS) członkiem „European Operational Research Society” (Europejskiego Stowarzyszenia Naukowych Badań Operacyjnych) oraz „International Federation Operations Research Societies” (Międzynarodowa Federacja Badań Operacyjnych). ASPORS powstała w wyniku porozumienia między PTC a Polskim Towarzystwem Badań Operacyjnych i Systemowych (PTBOiS), powstałym w roku 1986.
Od 1994 roku we Wrocławiu w środowisku tamtejszej politechniki działa konkurencyjne Polskie Towarzystwo Systemowe, zaś Polskie Towarzystwo Cybernetyczne zakończyło swoją działalność w 2001 roku. 